# 比安科
比安科（義大利語：Bianco）是意大利雷焦卡拉布里亚省的一个市镇。总面积31平方公里，人口4360人，人口密度140.6人/平方公里（2009年）。ISTAT代码为080009。